# 레이저 트리밍

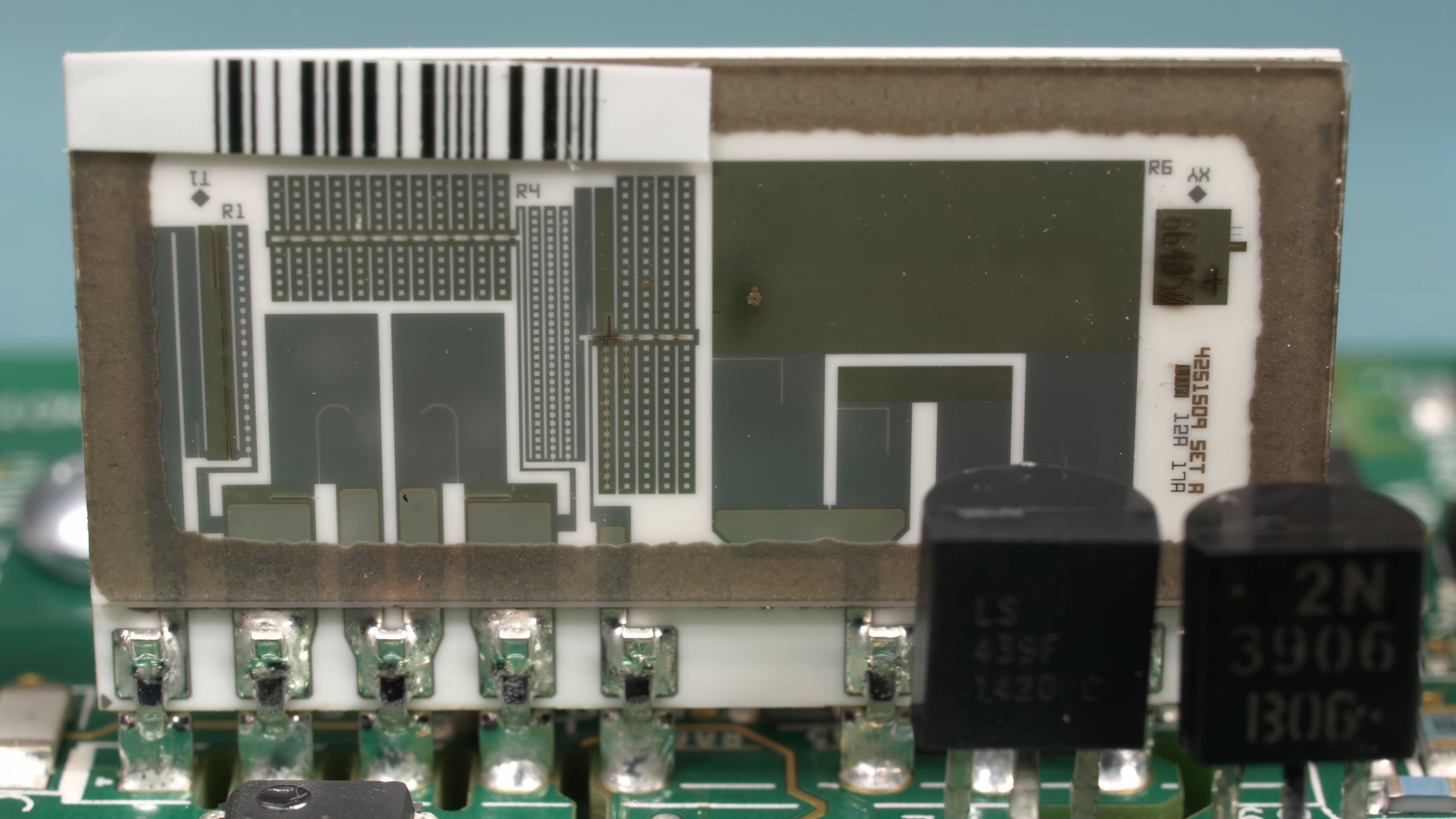
플루크에서 제작한 레이저 트리밍 정밀 박막 저항기 네트워크로, 텍트로닉스 DMM7510 멀티미터에 사용된다. 세라믹 기판 위에 유리 밀봉 덮개가 적용되어 있으며, 회색 저항 물질에는 레이저 트리밍 자국이 보인다.

레이저 트리밍(Laser trimming)는 전자 회로의 동작 파라미터를 조정하기 위해 레이저를 사용하는 제조 공정이다.
가장 일반적인 응용 사례 중 하나는 레이저를 사용하여 저항기의 일부분을 소량 제거함으로써 저항값을 증가시키는 것이다. 이와 같은 레이저 소작 작업은 자동 테스트 장비에 의해 회로가 시험되는 동안 수행될 수 있으며, 이를 통해 회로 내 저항기들의 최적의 최종값을 얻을 수 있다.
박막 저항기의 저항값은 그 기하학적 치수(길이, 너비, 높이)와 저항 물질에 의해 결정된다. 레이저에 의한 저항 물질의 횡방향 절단은 전류의 흐름 경로를 좁히거나 늘려서 저항값을 증가시킨다. 이러한 효과는 세라믹 기판 위에 형성된 두꺼운 박막 또는 얇은 박막 저항기뿐만 아니라 표면실장형 저항기에도 동일하게 적용되며, 표면실장 저항기 또한 같은 기술로 제조되어 레이저 트리밍이 가능하다.
트리밍 가능한 칩 커패시터는 다층판 커패시터 구조로 제작된다. 상단 전극의 일부를 레이저로 기화시키면 상부 전극의 면적이 줄어들어 정전 용량이 감소한다.
수동 트리밍은 저항기를 원하는 값으로 조정하는 것을 의미한다. 반면, 트리밍을 통해 회로 전체의 출력값, 출력 전압, 주파수, 스위칭 임계값 등을 조정하는 경우 이를 능동 트리밍이라 한다. 트리밍 과정 동안 해당 파라미터는 지속적으로 측정되며 미리 설정된 기준값과 비교된다. 값이 기준값에 도달하면 레이저는 자동으로 작동을 멈춘다.